# Cristian Leiva (Fußballspieler, 1976)
Cristian Rodrigo Leiva Godoy (* 3. März 1976 in Papudo) ist ein ehemaliger chilenischer Fußballspieler. Seit seinem Karriereende ist der Außenverteidiger als Trainer tätig.

## Karriere

### Verein
Cristian Leiva wurde bei Universidad de Chile fußballerisch ausgebildet und gab sein Profidebüt 1996 bei dem Universitätsverein. Der Defensivakteur konnte sich aber nicht durchsetzen und wurde erst an Deportes Iquique verliehen und wechselte 1999 zu Deportes La Serena. Danach spielte er noch für weitere Vereine in Chile. Seine Karriere beendete Leiva 2008 bei Unión San Felipe. Größter Erfolg war der Gewinn der Vizemeisterschaft Apertura 2005 mit Coquimbo Unido. Im Finale musste sich sein Team Unión Española geschlagen geben.

### Trainer
Nach seinem Karriereende wurde Leiva Trainer. Er begann bei Universidad de Chile in der Jugend. Von 2012 bis 2019 war er bei der chilenischen Nationalmannschaft als Video- und Berichtassistent tätig, übernahm zudem von 2015 bis 2017 die U-15-Nationalmannschaft als Cheftrainer. Nach dem Rücktritt von Hernán Caputto bei der U-17-Nationalmannschaft übernahm Leiva dessen Posten.
Im September 2019 wurde Leiva als neuer Trainer bei Deportes Iquique vorgestellt, um den Klub vor dem Abstieg in die Primera B zu bewahren. Im Juli 2021 trat der frühere Profi als Cheftrainer zurück, nachdem er die Klasse nicht halten konnte und in der zweiten Liga hinter den Erwartungen zurückblieb.